# Gordon Lee (Politiker)

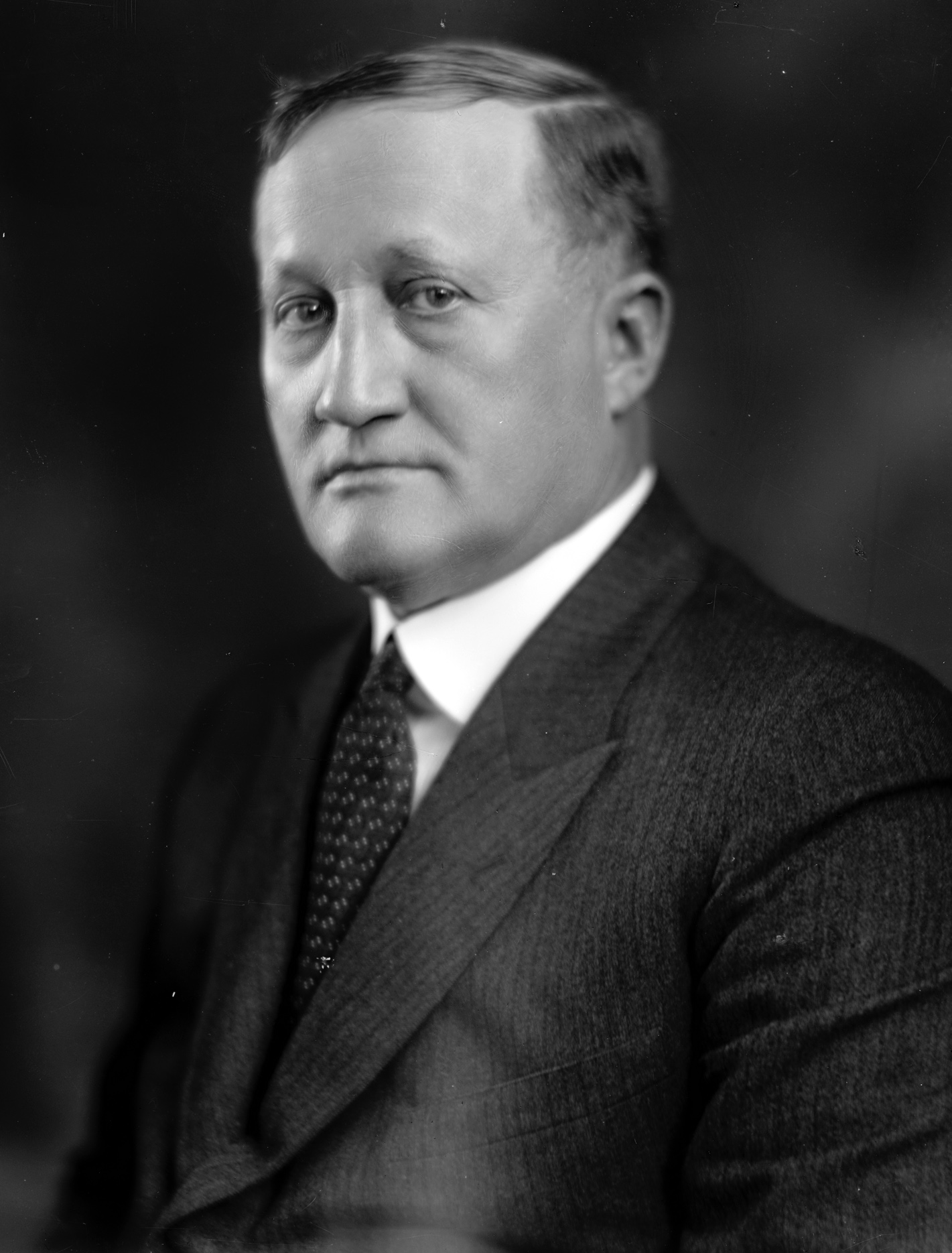
Gordon Lee

Gordon Lee (* 29. Mai 1859 bei Ringgold, Catoosa County, Georgia; † 7. November 1927 in Chickamauga, Georgia) war ein US-amerikanischer Politiker. Zwischen 1905 und 1927 vertrat er den Bundesstaat Georgia im US-Repräsentantenhaus.

## Werdegang
Gordon Lee besuchte die öffentlichen Schulen seiner Heimat und studierte danach bis 1880 am Emory College in Oxford. Danach arbeitete er in Chickamauga in der Landwirtschaft und im Handwerk. Gleichzeitig begann er als Mitglied der Demokratischen Partei eine politische Laufbahn. In den Jahren 1894 und 1895 saß er als Abgeordneter im Repräsentantenhaus von Georgia; von 1902 bis 1904 gehörte er dem Staatssenat an. Außerdem war er Mitglied im Denkmalausschuss des Staates Georgia (Memorial Board).
Bei den Kongresswahlen des Jahres 1904 wurde Lee im siebten Wahlbezirk von Georgia in das US-Repräsentantenhaus in Washington, D.C. gewählt, wo er am 4. März 1905 die Nachfolge von John W. Maddox antrat. Nach zehn Wiederwahlen konnte er bis zum 3. März 1927 elf zusammenhängende Legislaturperioden im Kongress absolvieren. In diese Zeit fielen unter anderem der Erste Weltkrieg sowie die Verabschiedung des 16., des 17., des 18. und des 19. Verfassungszusatzes. Lee war Mitglied der 1911 geschaffenen Kommission zur Erhaltung der Wälder (National Forest Reservation Commission). Im Jahr 1924 war er Delegierter zur Democratic National Convention in New York, auf der John W. Davis als Präsidentschaftskandidat nominiert wurde.
Nach seinem Ausscheiden aus dem US-Repräsentantenhaus im März 1927 arbeitete Gordon Lee wieder in der Landwirtschaft. Er starb bereits am 7. November desselben Jahres in Chickamauga, wo er auch beigesetzt wurde.